# San Francisco Giants/Erfolge
Dieser Artikel zeigt die Erfolge der San Francisco Giants in den Jahren 1883 bis 2015 auf. Im Zweiten Teil sind die Vereinsrekorde der Giants aufgelistet, nach Saison und nach der ganzen Karriere.

## Record

### Legende
- Record: Verhältnis Siege zu Niederlagen
- PCT: Winning Percentage, Verhältnis Siege zu Gesamtspielzahl
- GB: Games Behind, Spiele hinter dem Sieger der Division/Liga
- NL: National League
- NLDS: National League Division Series
- NLCS: National League Championship Series
- WS: World Series

### Gesamt
- World Series (8) (2014, 2012, 2010, 1954, 1933, 1922, 1921, 1905)
- NL Champion (23) (2014, 2012, 2010, 2002, 1989, 1962, 1954, 1951, 1937, 1936, 1933, 1924, 1923, 1922, 1921, 1917, 1913, 1912, 1911, 1905, 1904, 1889, 1888)
- West Division Champion (8) (2012, 2010, 2003, 2000, 1997, 1989, 1987, 1971)
- Wild Cards (1) (2002)

|          | Record     | PCT  |
| -------- | ---------- | ---- |
| Playoffs | 92:87      | .513 |
| NLDS     | 15:18      | .455 |
| NLCS     | 23:15      | .576 |
| WS       | 53:54      | .495 |
| Gesamt   | 11058:9553 | .537 |

Stand: November 2017

### San Francisco Giants (seit 1958)
| Jahr | Record | PCT  | GB   | Rang       | Playoffs | Zuschauer | Auszeichnungen |
| ---- | ------ | ---- | ---- | ---------- | --- | --------- | --- |
| 2017 | 64:98  | .395 | 40.0 | 5. NL West | | 3.303.652 | Brandon Crawford (Gold Glove) Buster Posey (Silver Slugger Award)                                                                             |
| 2016 | 87:75  | .557 | 4.0  | 2. NL West | - NLDS vs. Chicago Cubs 1:3 | 3.365.256 | Brandon Crawford (Gold Glove) Buster Posey (Gold Glove)                                                                                       |
| 2015 | 84:78  | .519 | 8.0  | 2. NL West | | 3.375.882 | Brandon Crawford (Gold Glove, Silver Slugger Award) Buster Posey (Silver Slugger Award) Madison Bumgarner (Silver Slugger Award)              |
| 2014 | 88:74  | .543 | 6.0  | 2. NL West | - Gewinn des Wild Card Games gegen die Pittsburgh Pirates - Gewinn der NLDS gegen die Washington Nationals 3:1 - Gewinn der NLCS gegen die St. Louis Cardinals 4:1 - Gewinn der WS gegen die Kansas City Royals 4:3 | 3.368.697 | Buster Posey (Silver Slugger Award) Madison Bumgarner (WS MVP, Silver Slugger Award)                                                          |
| 2013 | 76:86  | .469 | 16.0 | 4. NL West | | 3.369.106 | |
| 2012 | 94:68  | .580 | 0.0  | 1. NL West | - Gewinn der NLDS gegen die Cincinnati Reds 3:2 - Gewinn der NLCS gegen die St. Louis Cardinals 4:3 - Gewinn der WS gegen die Detroit Tigers 4:0                                                                    | 3.377.371 | Buster Posey (Hank Aaron Award, Silver Slugger Award, MVP) Melky Cabrera (All Star Game MVP) Marco Scutaro (NLCS MVP) Pablo Sandoval (WS MVP) |
| 2011 | 86:76  | .531 | 8.0  | 2. NL West | | 3.387.303 | |
| 2010 | 92-70  | .568 | 0.0  | 1. NL West | - Gewinn der NLDS gegen die Atlanta Braves 3:1 - Gewinn der NLCS gegen die Philadelphia Phillies 3:2 - Gewinn der WS gegen die Texas Rangers 4:1                                                                    | 3.037.443 | 0 Cody Ross (NLCS MVP) Edgar Rentería (WS MVP)                                                                                                |
| 2009 | 88:74  | .543 | 7.0  | 3. NL West | | 2.862.110 | Tim Lincecum (Cy Young Award) |
| 2008 | 72:90  | .444 | 12.0 | 4. NL West | | 2.863.837 | Tim Lincecum (CYA) |
| 2007 | 71:91  | .438 | 19.0 | 5. NL West | | 3.223.217 | |
| 2006 | 76:85  | .472 | 11.5 | 3. NL West | | 3.129.784 | |
| 2005 | 75:87  | .463 | 7.0  | 3. NL West | | 3.181.020 | |
| 2004 | 91:71  | .562 | 2.0  | 2. NL West | | 3.256.856 | Barry Bonds (MVP, Hank Aaron Award) |
| 2003 | 100:61 | .621 | 0.0  | 1. NL West | - NLDS vs. Florida Marlins 1:3 | 3.264.898 | Barry Bonds (MVP, Silver Slugger Award) |
| 2002 | 95:66  | .590 | 2.5  | 2. NL West | - Wildcard - Gewinn der NLDS gegen die Atlanta Braves 3:2 - Gewinn der NLCS gegen die St. Louis Cardinals 4:1 - WS gegen die Anaheim Angels 3:4                                                                     | 3.253.203 | Jeff Kent (Silver Slugger Award) Barry Bonds (MVP, Hank Aaron Award, Silver Slugger Award)                                                    |
| 2001 | 90:72  | .556 | 2.0  | 2. NL West | | 3.309.702 | Jeff Kent (Silver Slugger Award) Barry Bonds (MVP, Hank Aaron Award, Silver Slugger Award)                                                    |
| 2000 | 97:65  | .599 | 0.0  | 1. NL West | - NLDS vs. New York Mets 1:3 | 3.319.340 | Jeff Kent (MVP, Silver Slugger Award) Dusty Baker (MOY) Barry Bonds (Silver Slugger Award)                                                    |
| 1999 | 86:76  | .531 | 14.0 | 2. NL West | | 2.078.365 | |
| 1998 | 89:74  | .546 | 9.5  | 2. NL West | | 1.925.634 | Barry Bonds (Gold Glove) |
| 1997 | 90:72  | .556 | 0.0  | 1. NL West | - NLDS vs. Florida Marlins 0:3 | 1.690.869 | Dusty Baker (MOY) Barry Bonds (Gold Glove, Silver Slugger Award)                                                                              |
| 1996 | 68:94  | .420 | 26.0 | 4. NL West | | 1.413.922 | Barry Bonds (Gold Glove, Silver Slugger Award)                                                                                                |
| 1995 | 67:77  | .465 | 11.0 | 4. NL West | | 1.241.500 | |
| 1994 | 55:60  | .478 | 3.5  | 2. NL West | - Keine Playoffs wegen Spielerstreiks | 1.704.608 | Barry Bonds (Gold Glove, Silver Slugger Award) Rod Beck (Rolaids Relief Man Award)                                                            |
| 1993 | 103:59 | .636 | 1.0  | 2. NL West | | 2.606.354 | Barry Bonds (MVP) Barry Bonds (Gold Glove, Silver Slugger Award) Dusty Baker (MOY)                                                            |
| 1992 | 72:90  | .444 | 26.0 | 5. NL West | | 1.561.987 | |
| 1991 | 75:87  | .463 | 19.0 | 4. NL West | | 1.737.478 | Will Clark (Gold Glove, Silver Slugger Award)                                                                                                 |
| 1990 | 85:77  | .525 | 6.0  | 3. NL West | | 1.975.528 | |
| 1989 | 92:70  | .568 | 0.0  | 1. NL West | - Gewinn der NLCS gegen die Chicago Cubs 4:1 - WS gegen die Oakland Athletics 0:4 | 2.059.701 | Kevin Mitchell (MVP, Silver Slugger Award) Will Clark (Silver Slugger Award)                                                                  |
| 1988 | 83:79  | .512 | 11.5 | 4. NL West | | 1.785.297 | |
| 1987 | 90:72  | .556 | 0.0  | 1. NL West | - NLCS gegen die Chicago Cubs 3:4 | 1.917.168 | Roger Craig (MOY) |
| 1986 | 83:79  | .512 | 13.0 | 3. NL West | | 1.528.748 | |
| 1985 | 62:100 | .383 | 33.0 | 6. NL West | | 818.697   | |
| 1984 | 66:96  | .407 | 26.0 | 6. NL West | | 1.001.545 | |
| 1983 | 79:83  | .488 | 12.0 | 5. NL West | | 1.251.530 | |
| 1982 | 87:75  | .537 | 2.0  | 3. NL West | | 1.200.948 | Frank Robinson (MOY) |
| 1981 | 56:55  | .505 | 11.5 | 3. NL West | | 632.274   | |
| 1980 | 75:86  | .466 | 17.0 | 5. NL West | | 1.096.115 | |
| 1979 | 71:91  | .438 | 19.5 | 4. NL West | | 1.456.402 | |
| 1978 | 89:73  | .549 | 6.0  | 3. NL West | | 1.740.477 | Joe Altobelli (MOY) |
| 1977 | 75:87  | .463 | 23.0 | 4. NL West | | 700.056   | |
| 1976 | 74:88  | .457 | 28.0 | 4. NL West | | 626.068   | |
| 1975 | 80:81  | .497 | 27.5 | 3. NL West | | 522.919   | John Montefusco (ROY) |
| 1974 | 72:90  | .444 | 30.0 | 5. NL West | | 519.987   | |
| 1973 | 88:74  | .543 | 11.0 | 3. NL West | | 834.193   | Gary Matthews (ROY) Bobby Bonds (All Star Game MVP)                                                                                           |
| 1972 | 69:86  | .445 | 26.5 | 5. NL West | | 647.744   | |
| 1971 | 90:72  | .556 | 0.0  | 1. NL West | - NLCS gegen die Pittsburgh Pirates 1:3 | 1.106.043 | Charlie Fox (MOY) |
| 1970 | 86:76  | .531 | 16.0 | 3. NL West | | 740.720   | |
| 1969 | 90:72  | .556 | 3.0  | 2. NL West | | 873.603   | Willie McCovey (MVP) Willie McCovey (All Star Game MVP)                                                                                       |
| 1968 | 88:74  | .543 | 9.0  | 2. NL      | | 837.220   | Willie Mays (All Star Game MVP) |
| 1967 | 91:71  | .562 | 10.5 | 2. NL      | | 1.242.480 | Mike McCormick (CYA) |
| 1966 | 93:68  | .578 | 1.5  | 2. NL      | | 1.657.192 | |
| 1965 | 95:67  | .586 | 2.0  | 2. NL      | | 1.654.075 | Willie Mays (MVP) Juan Marichal (All Star Game MVP)                                                                                           |
| 1964 | 90:72  | .556 | 3.0  | 4. NL      | | 1.504.364 | |
| 1963 | 88:74  | .543 | 11.0 | 3. NL      | | 1.571.306 | Willie Mays (All Star Game MVP) |
| 1962 | 103:62 | .624 | 0.0  | 1. NL      | - WS gegen die New York Yankees 3:4 | 1.592.594 | |
| 1961 | 85:69  | .552 | 8.0  | 3. NL      | | 1.390.679 | |
| 1960 | 79:75  | .513 | 16.0 | 5. NL      | | 1.795.356 | |
| 1959 | 83:71  | .539 | 4.0  | 3. NL      | | 1.422.130 | Willie McCovey (ROY) |
| 1958 | 80:74  | .519 | 12.0 | 3. NL      | | 1.272.625 | Orlando Cepeda (ROY) |

### New York Giants (1886–1957)
| Jahr | Record | PCT  | GB   | Rang   | Playoffs                                               | Zuschauer |
| ---- | ------ | ---- | ---- | ------ | ------------------------------------------------------ | --------- |
| 1957 | 69:85  | .448 | 26.0 | 6. NL  |                                                        | 653.923   |
| 1956 | 67:87  | .435 | 26.0 | 6. NL  |                                                        | 629.179   |
| 1955 | 80:74  | .519 | 18.5 | 3. NL  |                                                        | 824.112   |
| 1954 | 97:57  | .630 | 0.0  | 1. NL  | - Gewinn der WS gegen die Cleveland Indians 4:0        | 1.155.067 |
| 1953 | 70:84  | .455 | 35.0 | 5. NL  |                                                        | 811.518   |
| 1952 | 92:62  | .597 | 4.5  | 2. NL  |                                                        | 984.940   |
| 1951 | 98:59  | .624 | 0.0  | 1. NL  | - Verloren die WS gegen die New York Yankees 2:4       | 1.059.539 |
| 1950 | 86:68  | .558 | 5.0  | 3. NL  |                                                        | 1.008.878 |
| 1949 | 73:81  | .474 | 24.0 | 5. NL  |                                                        | 1.218.446 |
| 1948 | 78:76  | .506 | 13.5 | 5. NL  |                                                        | 1.459.269 |
| 1947 | 81:73  | .526 | 13.0 | 4. NL  |                                                        | 1.600.793 |
| 1946 | 61:93  | .396 | 36.0 | 8. NL  |                                                        | 1.219.873 |
| 1945 | 78:74  | .513 | 19.0 | 5. NL  |                                                        | 1.016.468 |
| 1944 | 67:87  | .435 | 38.0 | 5. NL  |                                                        | 674.483   |
| 1943 | 55:98  | .359 | 49.5 | 8. NL  |                                                        | 466.095   |
| 1942 | 85:67  | .559 | 20.0 | 3. NL  |                                                        | 779.621   |
| 1941 | 74:79  | .484 | 25.5 | 5. NL  |                                                        | 763.098   |
| 1940 | 72:80  | .474 | 27.5 | 6. NL  |                                                        | 1.008.878 |
| 1939 | 77:74  | .510 | 18.5 | 5. NL  |                                                        | 702.457   |
| 1938 | 83:67  | .553 | 5.0  | 3. NL  |                                                        | 799.633   |
| 1937 | 95:57  | .625 | 0.0  | 1. NL  | - Verloren die WS gegen die New York Yankees 1:4       | 926.887   |
| 1936 | 92:62  | .597 | 0.0  | 1. NL  | - Verloren die WS gegen die New York Yankees 2:4       | 837.952   |
| 1935 | 91:62  | .595 | 8.5  | 3. NL  |                                                        | 748.748   |
| 1934 | 93:60  | .608 | 2.0  | 2. NL  |                                                        | 730.851   |
| 1933 | 91:61  | .599 | 0.0  | 1. NL  | - Gewinn der WS gegen die Washington Senators 4:1      | 604.471   |
| 1932 | 72:82  | .468 | 18.0 | 7. NL  |                                                        | 484.868   |
| 1931 | 87:65  | .572 | 13.0 | 2. NL  |                                                        | 812.163   |
| 1930 | 87:67  | .565 | 5.0  | 3. NL  |                                                        | 868.714   |
| 1929 | 84:67  | .556 | 13.5 | 3. NL  |                                                        | 868.806   |
| 1928 | 93:61  | .604 | 2.0  | 2. NL  |                                                        | 916.191   |
| 1927 | 92:62  | .597 | 2.0  | 3. NL  |                                                        | 858.190   |
| 1926 | 74:77  | .490 | 13.5 | 5. NL  |                                                        | 700.362   |
| 1925 | 86:66  | .566 | 8.5  | 2. NL  |                                                        | 778.993   |
| 1924 | 93:60  | .608 | 0.0  | 1. NL  | - Verloren die WS gegen die Washington Senators 3:4    | 844.068   |
| 1923 | 95:58  | .621 | 0.0  | 1. NL  | - Verloren die WS gegen die New York Yankees 2:4       | 820.780   |
| 1922 | 93:61  | .604 | 0.0  | 1. NL  | - Gewinn der WS gegen die New York Yankees 4:0         | 945.809   |
| 1921 | 94:59  | .614 | 0.0  | 1. NL  | - Gewinn der WS gegen die New York Yankees 5:3         | 973.477   |
| 1920 | 86:68  | .558 | 7.0  | 2. NL  |                                                        | 929.609   |
| 1919 | 87:53  | .621 | 9.0  | 2. NL  |                                                        | 708.857   |
| 1918 | 71:53  | .573 | 10.5 | 2. NL  |                                                        | 256.609   |
| 1917 | 98:56  | .636 | 0.0  | 1. NL  | - Verloren die WS gegen die Chicago White Sox 2:4      | 500.264   |
| 1916 | 86:66  | .566 | 7.0  | 4. NL  |                                                        | 552.056   |
| 1915 | 69:83  | .454 | 21.0 | 8. NL  |                                                        | 391.850   |
| 1914 | 84:70  | .545 | 10.5 | 2. NL  |                                                        | 364.313   |
| 1913 | 100:51 | .664 | 0.0  | 1. NL  | - Verloren die WS gegen die Philadelphia Athletics 1:4 | 630.000   |
| 1912 | 103:48 | .682 | 0.0  | 1. NL  | - Verloren die WS gegen die Boston Red Sox 3:4         | 638.000   |
| 1911 | 99:54  | .647 | 0.0  | 1. NL  | - Verloren die WS gegen die Philadelphia Athletics 2:4 | 675.000   |
| 1910 | 91:63  | .591 | 13.0 | 2. NL  |                                                        | 511.785   |
| 1909 | 92:61  | .601 | 18.5 | 3. NL  |                                                        | 783.700   |
| 1908 | 98:56  | .636 | 1.0  | 3. NL  |                                                        | 910.000   |
| 1907 | 82:71  | .536 | 25.5 | 4. NL  |                                                        | 538.350   |
| 1906 | 96:56  | .632 | 20.0 | 2. NL  |                                                        | 402.850   |
| 1905 | 105:48 | .686 | 0.0  | 1. NL  | - Gewinn der WS gegen die Philadelphia Athletics 4:1   | 552.700   |
| 1904 | 106:47 | .693 | 0.0  | 1. NL  | - Giants boykottieren die WS                           | 609.826   |
| 1903 | 84:55  | .604 | 6.5  | 2. NL  |                                                        | 579.530   |
| 1902 | 48:88  | .353 | 53.5 | 8. NL  | - Die World Series gab es ab 1903                      | 302.875   |
| 1901 | 52:85  | .380 | 37.0 | 7. NL  |                                                        | 297.650   |
| 1900 | 60:78  | .435 | 23.0 | 8. NL  |                                                        | 175.000   |
| 1899 | 60:90  | .400 | 42.0 | 10. NL |                                                        | 121.384   |
| 1898 | 77:73  | .513 | 25.5 | 7. NL  |                                                        | 206.700   |
| 1897 | 83:48  | .634 | 9.5  | 3. NL  |                                                        | 390.340   |
| 1896 | 64:67  | .489 | 27.0 | 7. NL  |                                                        | 274.000   |
| 1895 | 66:65  | .504 | 21.5 | 9. NL  |                                                        | 240.000   |
| 1894 | 88:44  | .667 | 3.0  | 2. NL  |                                                        | 387.000   |
| 1893 | 68:64  | .515 | 19.5 | 5. NL  |                                                        | 290.000   |
| 1892 | 71:80  | .470 | 31.5 | 8. NL  |                                                        | 130.566   |
| 1891 | 71:61  | .538 | 13.0 | 3. NL  |                                                        | 210.568   |
| 1890 | 63:68  | .481 | 24.0 | 6. NL  |                                                        | 60.667    |
| 1889 | 83:43  | .659 | 0.0  | 1. NL  |                                                        | 201.989   |
| 1888 | 84:47  | .641 | 0.0  | 1. NL  |                                                        | 305.455   |
| 1887 | 68:55  | .553 | 10.5 | 4. NL  |                                                        | 270.945   |
| 1886 | 75:44  | .630 | 12.5 | 3. NL  |                                                        | 189.000   |

### New York Gothams (1883–1885)
| Jahr | Record | PCT  | GB   | Rang  | Zuschauer |
| ---- | ------ | ---- | ---- | ----- | --------- |
| 1885 | 85:27  | .759 | 2.0  | 2. NL | 185.000   |
| 1884 | 62:50  | .554 | 22.0 | 4. NL | 105.000   |
| 1883 | 46:50  | .479 | 16.0 | 6. NL | 75.000    |